# قلعه مراغوش
قلعه مراغوش یکی از روستاهای استان آذربایجان شرقی است که در دهستان گونی غربی بخش تسوج شهرستان شبستر واقع شده‌است.
این روستا در ضلع شمالی دریاچه ارومیه قرار دارد.
از جنوب این روستا مسیر راه آهن تهران _سلماس_ترکیه عبور می کند.